# Vinarovo (Vidin)
Vinarovo (Bulgaars: Винарово) is een dorp in Bulgarije. Het is gelegen in de gemeente Novo Selo, oblast Vidin en telde op 31 december 2019 zo'n 534 inwoners.

## Bevolking
Op 31 december 2019 telde het dorp Vinarovo 534 inwoners. Nagenoeg alle inwoners waren etnische Bulgaren (±99,2%).
| dorp Vinarovo | 2 178 | 2 210 | 2 189 | 1 999 | 1 846 | 1 535 | 1 368 | 1 056 | 755 | 534 |

## Afbeeldingen

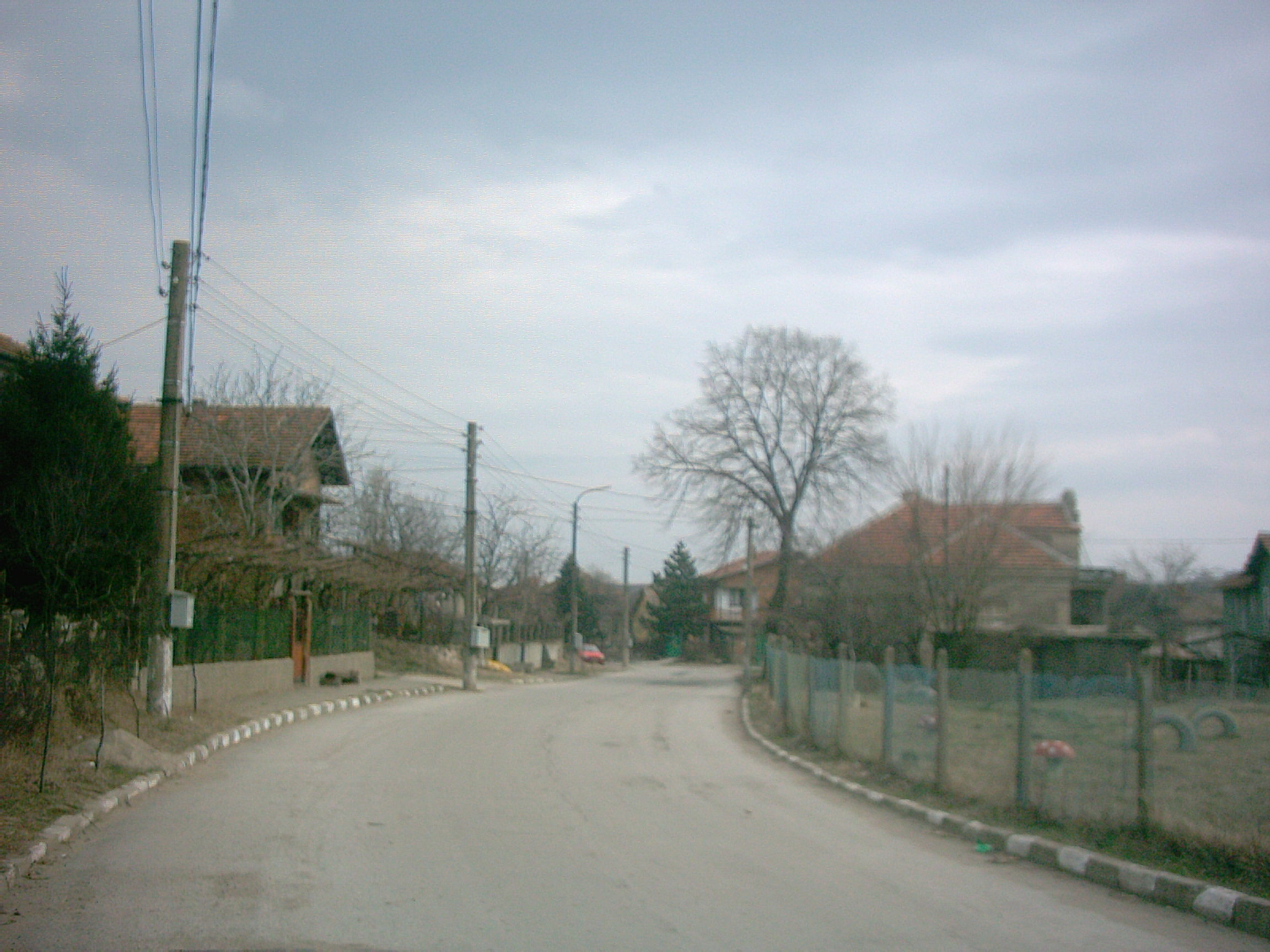
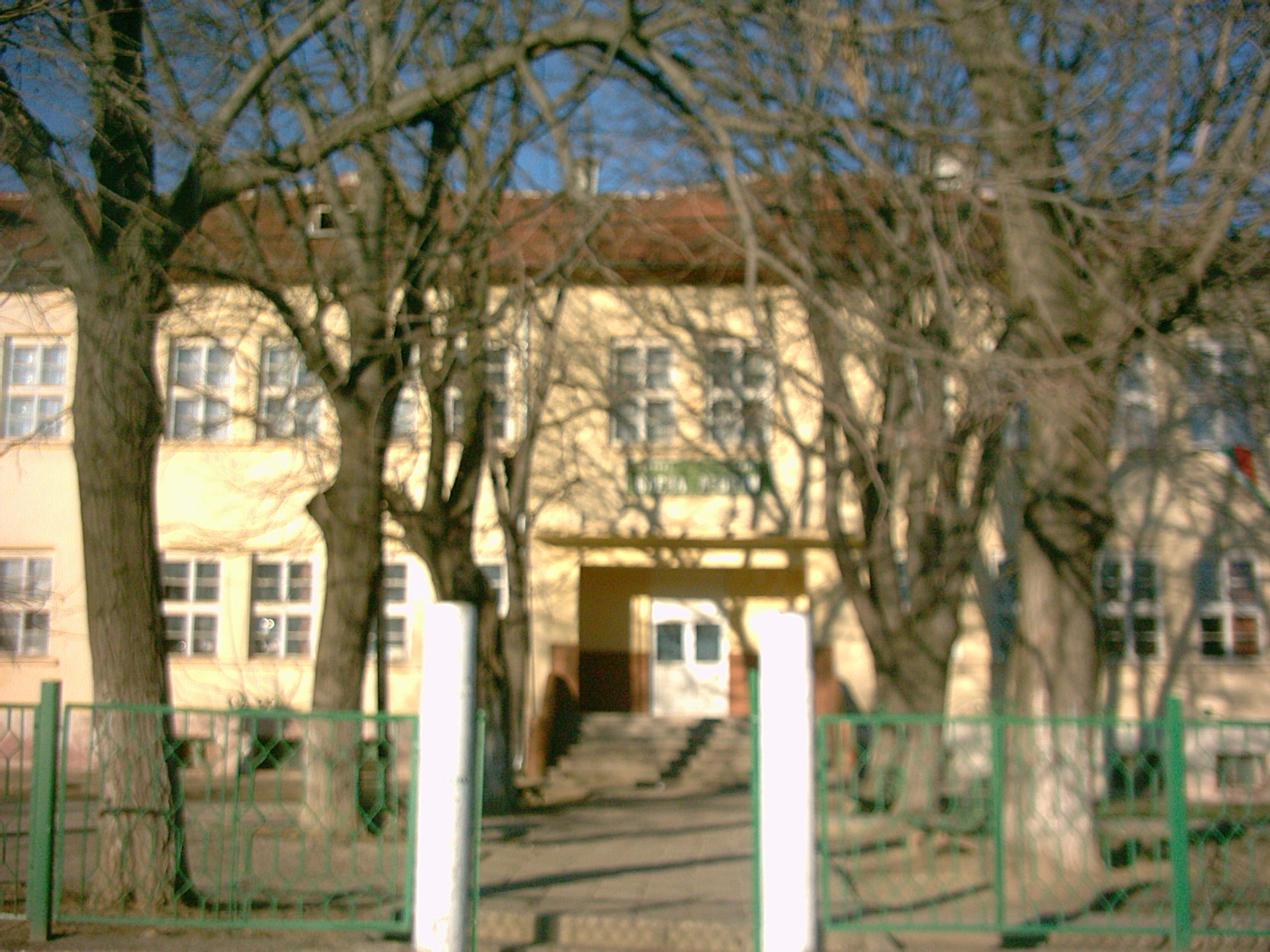
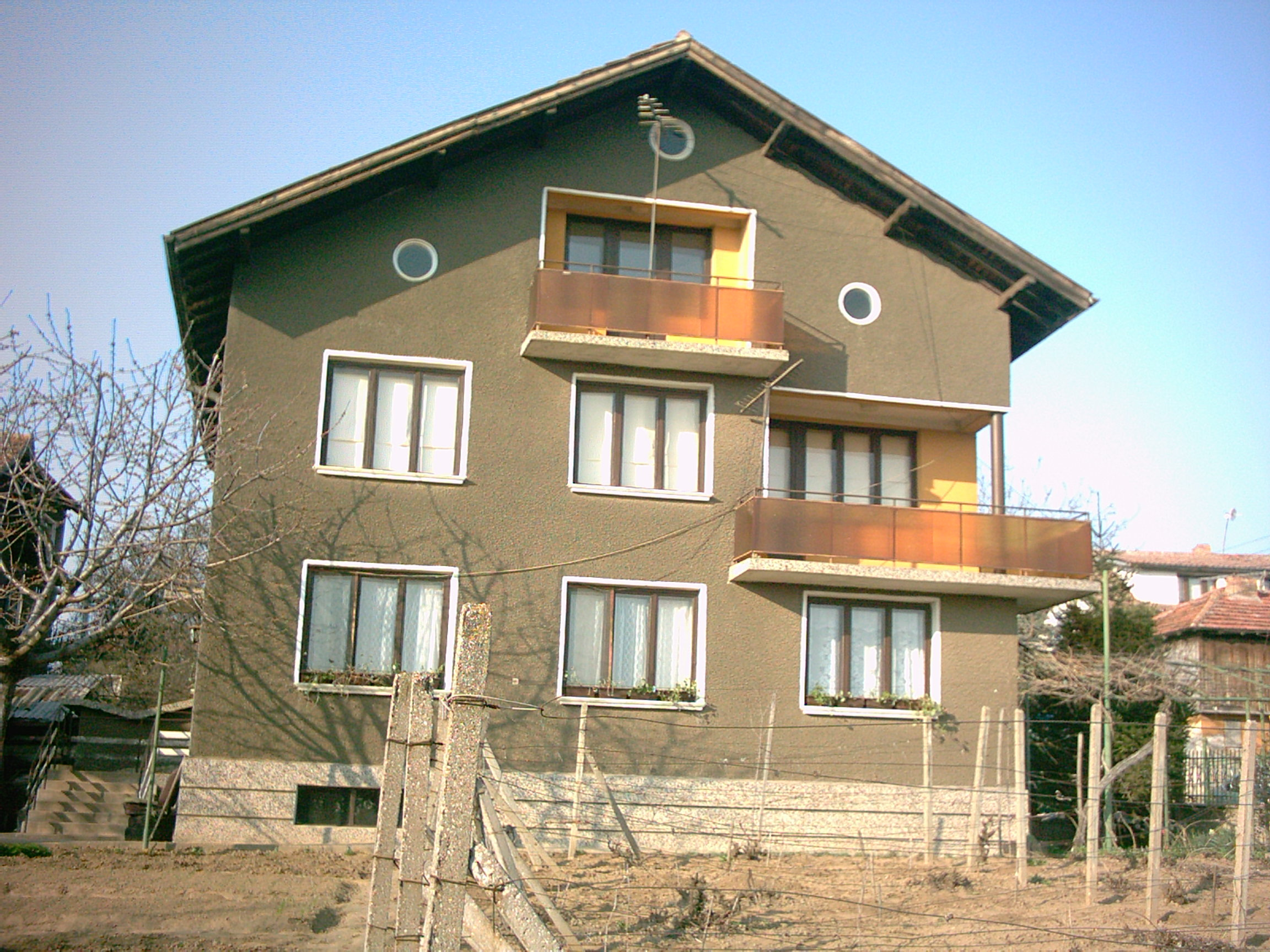
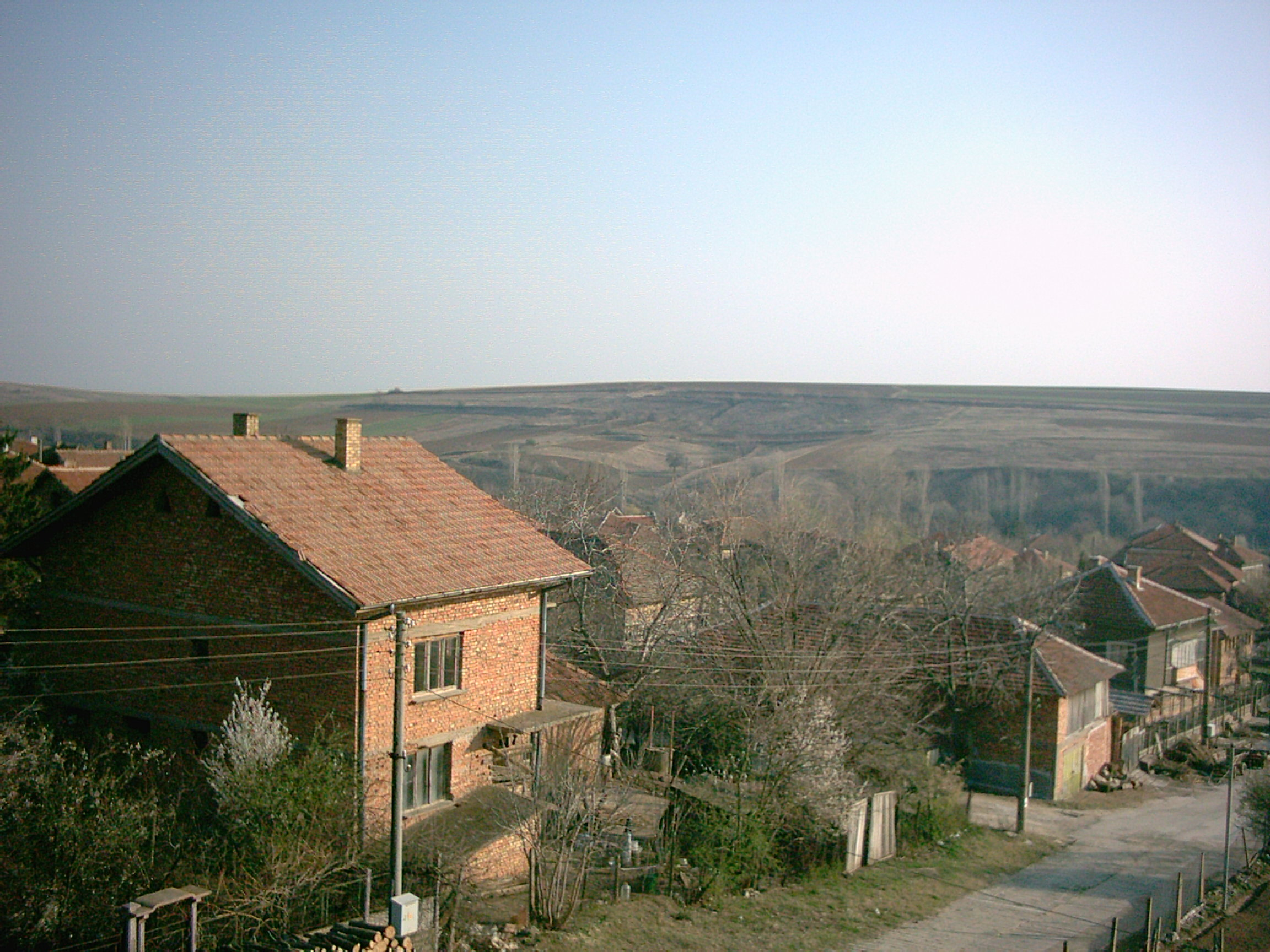
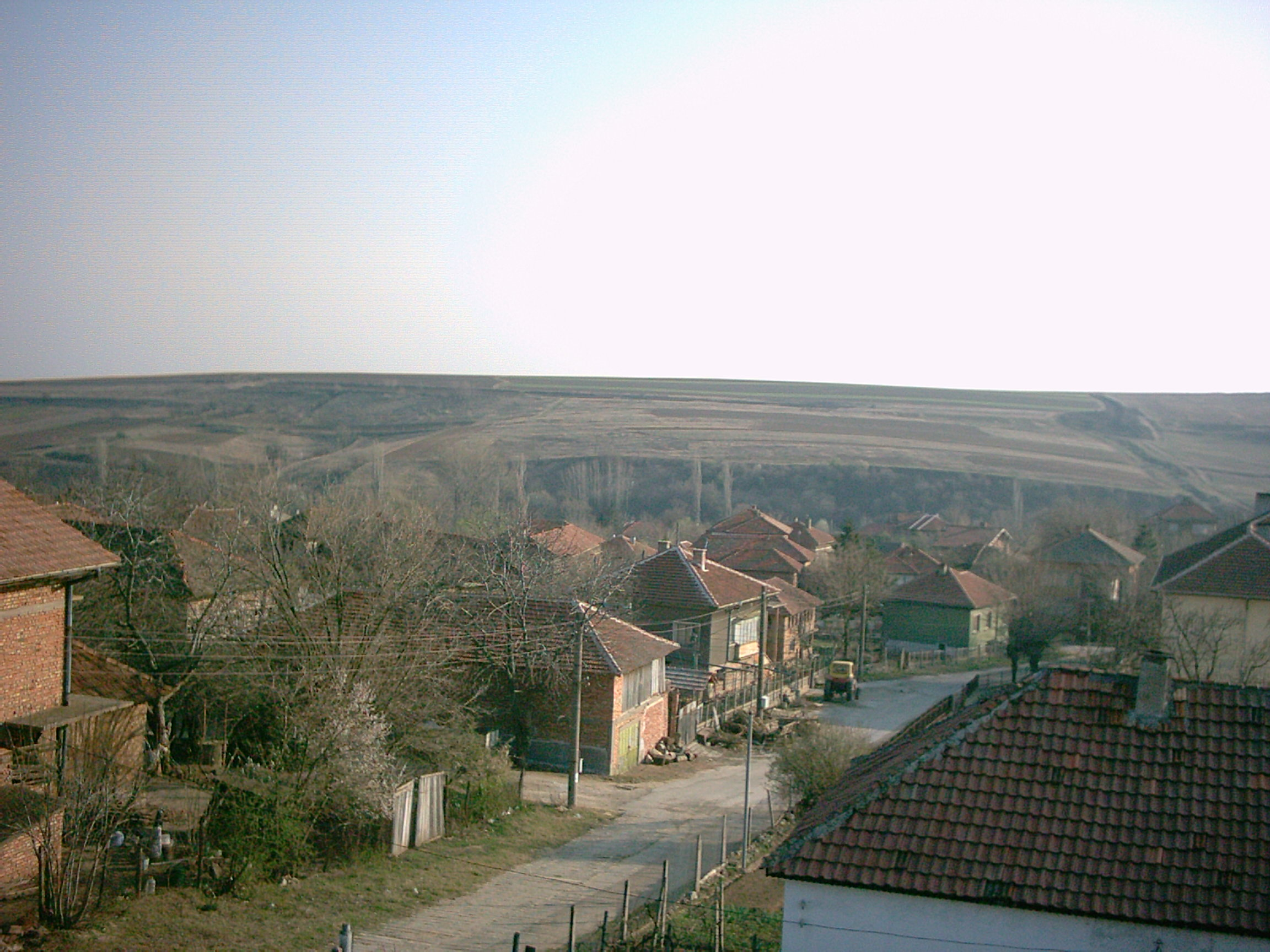